# 临汾关帝庙
临汾关帝庙，位于山西省临汾市尧都区二招巷内。
临汾关帝庙为平阳府级关帝庙，创建于明万历年间，清康熙三十四年四月初六毁于大地震，知府王辅重修前殿，康熙四十六年知府刘棨建正殿并后寝殿。清咸丰三年（1853）太平军纵火焚毁临汾城隍庙、关帝庙。清咸丰五年七月初六关帝庙破土开工，清咸丰六年（1856年）重建临汾关帝庙，光绪二年（1877）于关帝庙门前东西两侧各建一座石牌楼。
临汾关帝庙原占地25560㎡，现有面积为11431㎡，仅次于解州关帝庙（22000㎡），是山西省第二大关帝庙。临汾关帝庙与铁佛寺、临汾城墙、大中楼、尧庙均为府城的主要地理坐标。临汾关帝庙的南北中轴线长达360余米，依次为照壁、端门、雉门、午门（戏台），后为大殿、穿堂、后殿、春秋楼。
1937年11月8日太原失守后，国共两党在临汾创办抗日民族统一战线民族革命大学，校址设在临汾关帝庙，阎锡山任校长。1938年，日军进攻临汾，民大迁至吉县的南村坡。日军占领期间，拆除了关帝庙前两座石牌楼。
1948年5月17日解放军攻占临汾以后，临汾关帝庙一直由第二招待所占用。现在仅存崇宁殿、春秋楼。古戏台改建成临汾大礼堂，成为群众听蒲剧、看电影的文化休闲场所。
临汾关帝庙现仅存三座建筑，飞檐琉璃瓦、木雕、彩绘完好无损。2004年5月公布为临汾市文物保护单位。
- 影壁，四龙琉璃影壁，原位于中轴线的最南端红卫路，1980年代拓宽红卫路，将其搬迁至临汾鼓楼北大街与古城路交叉口东南。
- 崇宁殿：体量巨大，面阔七间、23.6米，进深六间、18.9米，歇山顶。
- 春秋楼：于2016年落架大修

此后，打造临汾关帝庙景区，增修钟鼓楼，恢复清代关帝庙规模。2023年6月14日，临汾市举行关帝庙“文物认领认养”签约仪式。。